# Benito Soliven
Benito Soliven ist eine Stadtgemeinde in der Provinz Isabela im Bezirk Cagayan Valley auf den Philippinen. Am 1. August 2015 hatte sie 29.624 Einwohner.
Aurora ist administrativ in 29 Baranggays unterteilt:
| - Andabuen - Ara - Binogtungan - Capuseran (Capurocan) - Dagupan - Danipa - District II (Pob.) - Gomez - Guilingan - La Salette - Makindol - Maluno Norte - Maluno Sur - Nacalma - New Magsaysay | - District I (Pob.) - Punit - San Carlos - San Francisco - Santa Cruz - Sevillana - Sinipit - Lucban - Villaluz - Yeban Norte - Yeban Sur - Santiago - Placer - Balliao |